# 지성호
지성호(池成浩, 1982년 4월 3일~)는 탈북민 출신으로 북한 인권운동가이자 국민의힘 비례대표 국회의원을 역임하였다.

## 생애
그는 1982년 4월 3일 두만강 가의 탄광촌인 함경북도 회령시 학포리(세천로동자구 학보탄광마을)에서 태어났다. 1996년 고난의 행군때 생활고에 석탄을 훔치다 열차 바퀴에 깔려 왼쪽 손과 왼쪽 다리가 절단돼 중증 장애인이 됐다. 2006년 목발을 짚고 국경을 거쳐 탈북하여 대한민국에 귀순했다. 현재는 의수와 의족을 사용하고 있다.
2010년 북한인권단체 NAUH를 설립해 북한 주민 수백명을 탈북하게 했으며, 2018년 1월 워싱턴 D.C.에서 열린 도널드 트럼프 미국 대통령 국정 연설에 참석해 북한 인권의 심각성을 전 세계에 알렸다. 이후 북한 인권운동가로 활동해왔으며, 2020년에 실시된 대한민국 제21대 국회의원 선거를 앞두고 있던 자유한국당의 인재 영입 과정을 통해 '대한민국 체육계 미투 운동 1호'로 이름을 알린 전직 테니스 선수인 김은희와 함께 입당했다. 그 뒤 미래통합당(현재의 국민의힘의 전신)의 비례대표 위성정당인 미래한국당에서 비례대표 12번 후보로 공천되어 당선되었다.

## 학력
- 동국대학교 법과대학 법학 학사
- 동국대학교 대학원 법학 석사

## 경력
- 2020년 4월 15일: 대한민국 제21대 국회의원 선거 당선(비례대표, 미래한국당, 초선)
- 2020년 5월 30일~2024년 5월 29일: 제21대 국회의원(비례대표, 미래한국당→미래통합당→국민의힘→국민의미래→국민의힘, 초선)
  - 2020.07~2022.05: 제21대 국회 전반기 외교통일위원회 위원
  - 2020.07~2024.05: 국회 글로벌외교안보포럼 구성의원
  - 2020.07~2024.05: 국민통합포럼 구성의원
  - 2020.07~2024.05: 국회 ICT융합포럼 구성의원
  - 2022.07~2024.05 제21대 국회 후반기 환경노동위원회 위원
    - 제21대 국회 후반기 환경노동위원회 환경법안심사소위원회 위원
    - 제21대 국회 후반기 환경노동위원회 예산결산기금심사소위원회 선거위원

  - 2023.09~2024.05: 제21대 국회 후반기 여성가족위원회 위원
- 2020.06: 국민의힘 북한의 우리 국민 사살·화형 만행 진상조사 태스크포스 위원
- 2020.09: 국민의힘 북한인권 및 탈북자납북자위원회 위원장
- 2020.10: 국민의힘 약자와의 동행 위원회 현장동행분과위원
- 2021.03~2021.04: 2021년 재보궐선거 국민의힘 서울특별시장 보궐선거 선거대책위원회 정책특별본부 서울시민권익본부장
- 2021.08~2021.11: 제20대 대통령 선거 국민의힘 윤석열 경선후보 북한인권특별위원회 위원장
- 2021.11~2022.01: 제20대 대통령 선거 국민의힘 윤석열 대통령 후보 선거대책위원회 대통령 후보 직속 위원회 약자와의동행위원회 위원
- 2021.12~2022.01: 제20대 대통령 선거 국민의힘 윤석열 대통령 후보 선거대책위원회 직능총괄본부 북한인권정책지원본부장
- 2022.01~2022.03: 제20대 대통령 선거 국민의힘 윤석열 대통령 후보 선거대책본부 대통령 후보 직속 위원회 약자와의동행위원회 위원
- 2022.01~2022.03: 제20대 대통령 선거 국민의힘 윤석열 대통령 후보 선거대책본부 직능본부 북한인권정책지원본부장
- 2022.07: 국민의힘 국가안보 문란 실태조사 TF 위원
- 2023.04 ~ 2024.05: 국민의힘 원내부대표
- 2023.05: 국민의힘 노동개혁특별위원회 위원
- 2023.07: 국민의힘 약자와의동행위원회 사회안전분과 위원
- 2024.08~: 이북5도위원회 함경북도지사

## 논란

### 김정은 99% 사망 주장 논란
지성호는 2020년 4월 21일 미국 CNN 방송 보도 등에서 제기되고 있는 김정은 북한 국무위원장에 대해 "확인해봤는데 건강이상설이 사실"이라며 "김 위원장이 다시 복귀하기 어려울 것 같다. 현재는 섭정 체제에 들어갔다"고 하면서 여동생인 김여정이 후계자로 지목된 사실을 밝혔으나 이후 청와대가 "특이동향이 없다"고 거듭 밝히며 사망설을 부인하였음에도 5월 1일 "북한 김정은 국무위원장의 사망을 99% 확신한다”고 주장하면서 “김 위원장이 심혈관질환 수술 후 얼마나 버틸 수 있을까 싶었는데 지난 주말에 사망한 것으로 확인했다”면서 그 근거로 김일성, 김정일 당시의 1주일이 지난 사망 발표시점을 거론하였으나 조선중앙방송은 5월 2일 "김정은 위원장이 노동절(5·1절)이었던 전날 순천린비료공장 준공식에 참석했다"고 보도되면서 해당 발언에 대해 무책임하다는 비판을 받았다.
하지만 김정은이 활동하는 모습이 보도되어 주장이 허위로 드러났으나 자신의 주장이 허위로 드러난 것과 관련해 "속단하지 말고 좀 더 지켜보라"는 입장을 보이고 MBC와의 통화에서 "나름대로 파악한 내용에 따라 말씀을 드렸던 것"이라며, "김정은의 건강문제가 없는지는 좀 더 지켜보면 좋을 것 같다"고 말하였다. 이에 대해 여당은 확인되지 않은 정보로 안보·금융시장 불안을 부추겼다고, 비판하였으며 야당에서도 경솔하였다는 의견이 나왔다. 결국 지성호 의원은 부적절한 정보를 바탕으로 국민에게 혼란을 준 점에 대하여 사과하였다.

## 역대 선거 결과
| 실시년도 | 선거   | 대수 | 직책     | 선거구   | 정당       | 득표수       | 득표율          | 순위          | 당락 | 비고 |
| -------- | ------ | ---- | -------- | -------- | ---------- | ------------ | --------------- | ------------- | ---- | ---- |
| 2020년   | 총선   | 21대 | 국회의원 | 비례대표 | 미래한국당 | 9,441,520 표 | \| \| 33.84% \| | 비례대표 12번 |      | 초선 |
|          | 33.84% |      |          |          |            |              |                 |               |      |      |

## 소속 정당
| 소속 정당 | 소속 정당  | 소속 기간 | 비고      |
| --------- | ---------- | --------- | --------- |
|           | 자유한국당 | 2020      | 정계 입문 |
|           | 미래통합당 | 2020      | 합당      |
|           | 무소속     | 2020      | 탈당      |
|           | 미래한국당 | 2020      | 입당      |
|           | 미래통합당 | 2020      | 합당      |
|           | 국민의힘   | 2020~2024 | 당명 변경 |
|           | 무소속     | 2024      | 탈당      |
|           | 국민의미래 | 2024      | 입당      |
|           | 국민의힘   | 2024~현재 | 합당      |

## 같이 보기
- 대한민국 제21대 국회의원 선거 미래한국당 후보 목록#비례대표